# Turkaromia gromenkoi
Turkaromia gromenkoi là một loài bọ cánh cứng trong họ Cerambycidae.